# Turismul în San Marino

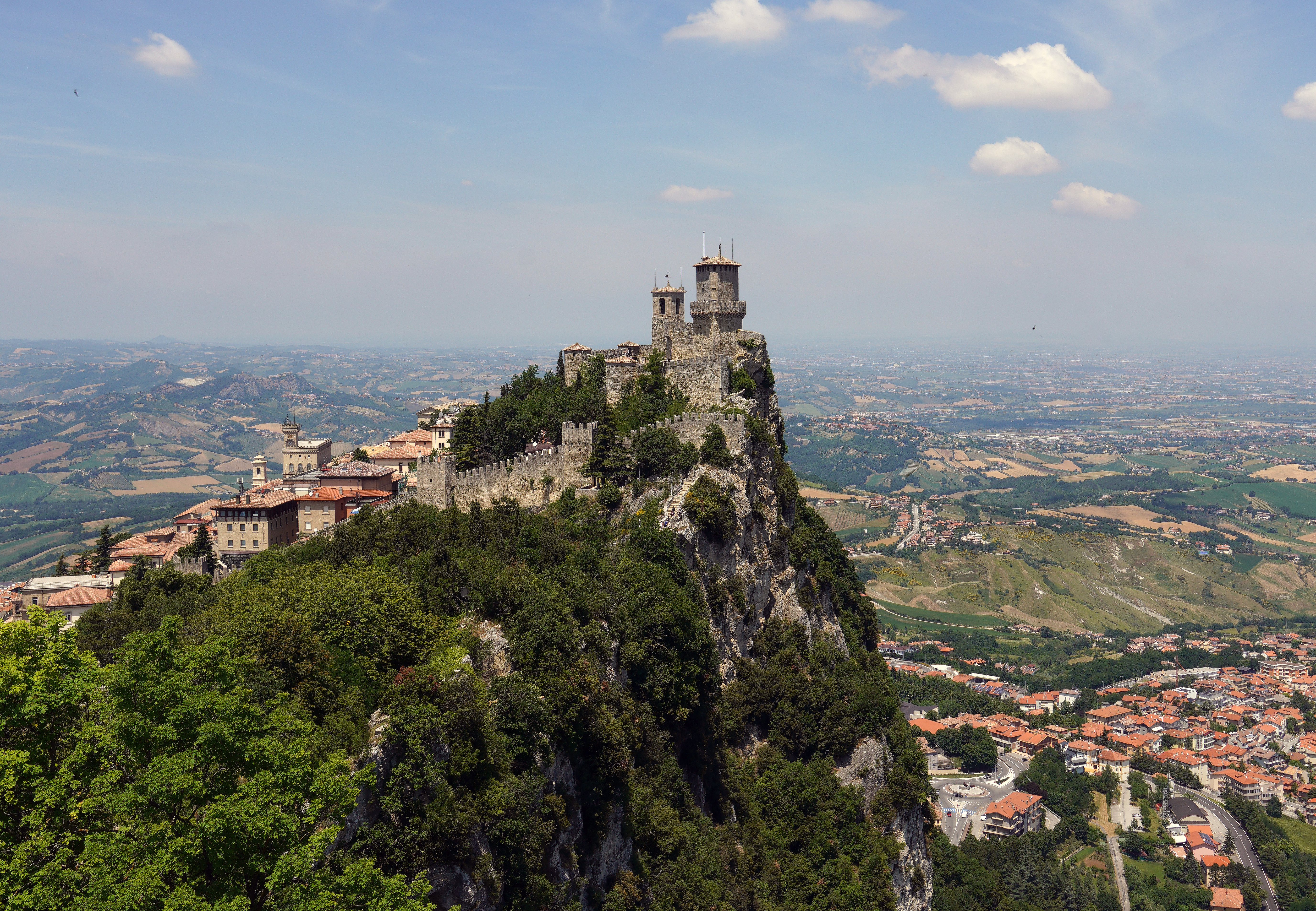
Cetatea Guaita

Turismul din Republica San Marino se concentrează în orașul San Marino, unde vin anual aprox. 3,5 milioane de vizitatori, în special turiști care își petrec vacanța la mare și care fac excursii de o zi în San Marino.
Din pricina aglomerației cauzate de afluxul turistic, este greu să simți atmosfera medievală a orașului. Aglomerația atinge apogeul în plină vară, dar San Marino merită să fie vizitat fie și numai pentru peisajele minunate ale Munților Apenini, pentru cele trei castele construite la mari altitudini și pentru Palatul Guvernului din Piazza della Libertá (Piata Libertății).
Principalele obiective turistice sunt: castelele de pe Muntele Titanio, adică La Cesta (Muzeul Armelor și Cabinetul Obiectelor Bizare), La Guiata și La Rocca, centrul medieval din San Marino, cu Muzeul Gabrialdi, Bazilica Sfântul Marin, Palatul Guvernului și 
Biserica Franciscanilor.